# Liste der Kulturdenkmäler in der Gesamtanlage Villenviertel Wahlershausen
Die folgende Liste enthält die in der Denkmaltopographie ausgewiesenen Kulturdenkmäler auf dem Gebiet des Ortsteils Bad Wilhelmshöhe der  Stadt Kassel, Hessen.
Hinweis: Die Reihenfolge der Denkmäler in dieser Liste orientiert sich an der Anschrift, alternativ ist sie auch nach der Bezeichnung oder der Bauzeit sortierbar.
Kulturdenkmäler werden fortlaufend im Denkmalverzeichnis des Landes Hessen durch das Landesamt für Denkmalpflege Hessen auf Basis des Hessischen Denkmalschutzgesetzes (HDSchG) geführt. Die Schutzwürdigkeit eines Kulturdenkmals hängt nicht von der Eintragung in das Denkmalverzeichnis des Landes Hessen oder der Veröffentlichung in der Denkmaltopographie ab.

Die Liste der Kulturdenkmäler in der Gesamtanlage Villenviertel Wahlershausen ist eine Teilliste der Liste der Kulturdenkmäler in Bad Wilhelmshöhe und enthält die Kulturdenkmale, der als „Villenviertel Wahlershausen“ bezeichneten Gesamtanlage im Stadtteil Bad Wilhelmshöhe, die in der vom Landesamt für Denkmalpflege Hessen 2009 herausgegebenen Denkmaltopographie der Stadt Kassel, Band III veröffentlicht wurden. 

## Legende
- Bezeichnung: Nennt den Namen, die Bezeichnung oder die Art des Kulturdenkmals.
- Lage: Nennt den Straßennamen und wenn vorhanden die Hausnummer des Kulturdenkmals. Die Grundsortierung der Liste erfolgt nach dieser Adresse. Der Link „Karte“ führt zu verschiedenen Kartendarstellungen und nennt die Koordinaten des Kulturdenkmals.
- Beschreibung: Nennt bauliche und geschichtliche Einzelheiten des Kulturdenkmals, vorzugsweise die Denkmaleigenschaften. In Klammern sollte die Begründung des Denkmalwertes abgekürzt angegeben werden: g = geschichtlich, k = künstlerisch, s = städtebaulich, t = technisch, w = wissenschaftlich.
- Bauzeit: Gibt die Datierung an; das Jahr der Fertigstellung bzw. den Zeitraum der Errichtung. Eine Sortierung nach Jahr ist möglich.

### Gesamtanlage Villenviertel Wahlershausen
| Bild                                    | Bezeichnung     | Lage                                             | Beschreibung | Bauzeit | Daten |
| --------------------------------------- | --------------- | ------------------------------------------------ | --- | ------- | ----- |
|                                         |                 | Baunsbergstraße 7 Lage                           | (nur als Teil der Gesamtanlage) |         |       |
|                                         |                 | Baunsbergstraße 8 Lage                           | |         |       |
|                                         |                 | Baunsbergstraße 10 Lage                          | mit Einfriedung |         |       |
|                                         |                 | Baunsbergstraße 11 Christuskirche Lage           | (nur als Teil der Gesamtanlage) |         |       |
|                                         |                 | Baunsbergstraße 12 Lage                          | |         |       |
|                                         |                 | Baunsbergstraße 14 Lage                          | mit Einfriedung |         |       |
|                                         |                 | Baunsbergstraße 16 Lage                          | |         |       |
|                                         |                 | Baunsbergstraße 18 Lage                          | |         |       |
|                                         |                 | Friedrich-Naumann-Straße 2 Lage                  | (nur als Teil der Gesamtanlage) |         |       |
|                                         |                 | Friedrich-Naumann-Straße 3 Lage                  | (nur als Teil der Gesamtanlage) |         |       |
|                                         |                 | Friedrich-Naumann-Straße 5 Lage                  | (nur als Teil der Gesamtanlage) |         |       |
|                                         |                 | Friedrich-Naumann-Straße 6 Lage                  | (nur als Teil der Gesamtanlage) |         |       |
|                                         |                 | Friedrich-Naumann-Straße 7 Lage                  | (nur als Teil der Gesamtanlage) |         |       |
|                                         |                 | Friedrich-Naumann-Straße 8 Lage                  | (nur als Teil der Gesamtanlage) |         |       |
|                                         |                 | Friedrich-Naumann-Straße 9 Lage                  | (nur als Teil der Gesamtanlage) |         |       |
|                                         |                 | Friedrich-Naumann-Straße 10 Lage                 | (nur als Teil der Gesamtanlage) |         |       |
|                                         |                 | Friedrich-Naumann-Straße 11 Lage                 | (nur als Teil der Gesamtanlage) |         |       |
|                                         |                 | Friedrich-Naumann-Straße 12 Lage                 | (nur als Teil der Gesamtanlage) |         |       |
|                                         |                 | Friedrich-Naumann-Straße 13 Lage                 | (nur als Teil der Gesamtanlage) |         |       |
|                                         |                 | Friedrich-Naumann-Straße 14 Lage                 | |         |       |
|                                         |                 | Friedrich-Naumann-Straße 15 Lage                 | (nur als Teil der Gesamtanlage) |         |       |
|                                         |                 | Friedrich-Naumann-Straße 16 Lage                 | (nur als Teil der Gesamtanlage) |         |       |
|                                         |                 | Friedrich-Naumann-Straße 17 Lage                 | mit Einfriedung |         |       |
|                                         |                 | Friedrich-Naumann-Straße 18 Lage                 | (nur als Teil der Gesamtanlage) |         |       |
|                                         |                 | Friedrich-Naumann-Straße 19 Lage                 | (nur als Teil der Gesamtanlage) |         |       |
|                                         |                 | Friedrich-Naumann-Straße 20 Lage                 | mit Einfriedung |         |       |
|                                         |                 | Friedrich-Naumann-Straße 21 Lage                 | (nur als Teil der Gesamtanlage) |         |       |
|                                         |                 | Friedrich-Naumann-Straße 22 Lage                 | mit Einfriedung |         |       |
|                                         |                 | Friedrich-Naumann-Straße 23 Lage                 | mit Einfriedung |         |       |
|                                         |                 | Friedrich-Naumann-Straße 24 Lage                 | mit Einfriedung |         |       |
|                                         |                 | Friedrich-Naumann-Straße 25 Lage                 | mit Einfriedung |         |       |
|                                         |                 | Friedrich-Naumann-Straße 26 Lage                 | |         |       |
|                                         |                 | Friedrich-Naumann-Straße 27 Lage                 | mit Einfriedung |         |       |
|                                         |                 | Friedrich-Naumann-Straße 27a Lage                | |         |       |
|                                         |                 | Friedrich-Naumann-Straße 28 Lage                 | mit Einfriedung |         |       |
|                                         |                 | Friedrich-Naumann-Straße 29 Lage                 | (nur als Teil der Gesamtanlage) |         |       |
|                                         |                 | Friedrich-Naumann-Straße 31 Lage                 | (nur als Teil der Gesamtanlage) |         |       |
|                                         |                 | Friedrich-Naumann-Straße 33 Lage                 | (nur als Teil der Gesamtanlage) |         |       |
|                                         |                 | Friedrich-Naumann-Straße 34 Lage                 | (nur als Teil der Gesamtanlage) |         |       |
|                                         |                 | Friedrich-Naumann-Straße 35 Lage                 | (nur als Teil der Gesamtanlage) |         |       |
|                                         |                 | Friedrich-Naumann-Straße 36 Lage                 | (nur als Teil der Gesamtanlage) |         |       |
|                                         |                 | Friedrich-Naumann-Straße 37 Lage                 | (nur als Teil der Gesamtanlage) |         |       |
|                                         |                 | Friedrich-Naumann-Straße 38 Lage                 | mit Einfriedung |         |       |
|                                         |                 | Friedrich-Naumann-Straße 39 Lage                 | |         |       |
|                                         |                 | Friedrich-Naumann-Straße 40 Lage                 | (nur als Teil der Gesamtanlage) |         |       |
|                                         |                 | Friedrich-Naumann-Straße 41 Lage                 | |         |       |
|                                         |                 | Friedrich-Naumann-Straße 43 Lage                 | (nur als Teil der Gesamtanlage) |         |       |
|                                         |                 | Friedrich-Naumann-Straße 44 Lage                 | |         |       |
|                                         |                 | Friedrich-Naumann-Straße 45 Lage                 | (nur als Teil der Gesamtanlage) |         |       |
|                                         |                 | Friedrich-Naumann-Straße 46 Lage                 | |         |       |
|                                         |                 | Friedrich-Naumann-Straße 47 Lage                 | |         |       |
|                                         |                 | Friedrich-Naumann-Straße 48 Lage                 | (nur als Teil der Gesamtanlage) |         |       |
|                                         |                 | Friedrich-Naumann-Straße 49 Lage                 | mit Einfriedung |         |       |
|                                         |                 | Friedrich-Naumann-Straße 51 Lage                 | (nur als Teil der Gesamtanlage) |         |       |
|                                         |                 | Friedrich-Naumann-Straße 53 Lage                 | (nur als Teil der Gesamtanlage) |         |       |
|                                         |                 | Friedrich-Naumann-Straße 55 Lage                 | (nur als Teil der Gesamtanlage) |         |       |
| Bild gesucht BW                         |                 | Gerstäckerstraße 1 Lage                          | (nur als Teil der Gesamtanlage) |         |       |
| Bild gesucht BW                         |                 | Gerstäckerstraße 2 Lage                          | (nur als Teil der Gesamtanlage) |         |       |
| Bild gesucht BW                         |                 | Gerstäckerstraße 3 Lage                          | (nur als Teil der Gesamtanlage) |         |       |
| Bild gesucht BW                         |                 | Gerstäckerstraße 4 Lage                          | (nur als Teil der Gesamtanlage) |         |       |
| Bild gesucht BW                         |                 | Gerstäckerstraße 6 Lage                          | (nur als Teil der Gesamtanlage) |         |       |
|                                         |                 | Heinrich-Wimmer-Straße 1a Lage                   | (nur als Teil der Gesamtanlage) |         |       |
|                                         |                 | Heinrich-Wimmer-Straße 1 Lage                    | (nur als Teil der Gesamtanlage) |         |       |
|                                         |                 | Heinrich-Wimmer-Straße 3 Lage                    | (nur als Teil der Gesamtanlage) |         |       |
| Bild gesucht BW                         |                 | Heinrich-Wimmer-Straße 4 Lage                    | (nur als Teil der Gesamtanlage) |         |       |
|                                         |                 | Heinrich-Wimmer-Straße 5 Lage                    | (nur als Teil der Gesamtanlage) |         |       |
|                                         |                 | Heinrich-Wimmer-Straße 7 Lage                    | (nur als Teil der Gesamtanlage) |         |       |
|                                         |                 | Heinrich-Wimmer-Straße 8 Lage                    | (nur als Teil der Gesamtanlage) |         |       |
|                                         |                 | Heinrich-Wimmer-Straße 9 Lage                    | (nur als Teil der Gesamtanlage) |         |       |
|                                         |                 | Heinrich-Wimmer-Straße 10 Lage                   | (nur als Teil der Gesamtanlage) |         |       |
|                                         |                 | Heinrich-Wimmer-Straße 11 Lage                   | (nur als Teil der Gesamtanlage) |         |       |
|                                         |                 | Kirchstraße 2a Lage                              | (nur als Teil der Gesamtanlage) |         |       |
| Bild gesucht BW                         |                 | Kirchstraße 4 Lage                               | (nur als Teil der Gesamtanlage) |         |       |
|                                         |                 | Kirchstraße 6 Lage                               | (nur als Teil der Gesamtanlage) |         |       |
| Bild gesucht BW                         |                 | Kunoldstraße 29 Lage                             | (nur als Teil der Gesamtanlage) |         |       |
|                                         |                 | Kunoldstraße 31 Lage                             | |         |       |
|                                         |                 | Kunoldstraße 32 Lage                             | |         |       |
| Bild gesucht BW                         |                 | Kunoldstraße 33/35 Lage                          | mit Einfriedung |         |       |
|                                         |                 | Kunoldstraße 34 Lage                             | |         |       |
|                                         |                 | Kunoldstraße 36 Lage                             | (nur als Teil der Gesamtanlage) |         |       |
|                                         |                 | Kunoldstraße 37 Lage                             | (nur als Teil der Gesamtanlage) |         |       |
|                                         |                 | Kunoldstraße 38 Lage                             | (nur als Teil der Gesamtanlage) |         |       |
|                                         |                 | Kunoldstraße 40 Lage                             | |         |       |
|                                         |                 | Kunoldstraße 42 Lage                             | (nur als Teil der Gesamtanlage) |         |       |
|                                         |                 | Kunoldstraße 43 Lage                             | mit Einfriedung |         |       |
|                                         |                 | Kunoldstraße 44 Lage                             | (nur als Teil der Gesamtanlage) |         |       |
|                                         |                 | Kunoldstraße 45 Lage                             | (nur als Teil der Gesamtanlage) |         |       |
|                                         |                 | Kunoldstraße 47 Lage                             | mit Einfriedung |         |       |
| Bild gesucht BW                         |                 | Kunoldstraße 49a Lage                            | (nur als Teil der Gesamtanlage) |         |       |
| Bild gesucht BW                         |                 | Kunoldstraße 56 Lage                             | (nur als Teil der Gesamtanlage) |         |       |
| Bild gesucht BW                         |                 | Kunoldstraße 58 Lage                             | (nur als Teil der Gesamtanlage) |         |       |
| Bild gesucht BW                         |                 | Kunoldstraße 60 Lage                             | (nur als Teil der Gesamtanlage) |         |       |
| Bild gesucht BW                         |                 | Kunoldstraße 62 Lage                             | (nur als Teil der Gesamtanlage) |         |       |
| Bild gesucht BW                         |                 | Kunoldstraße 64 Lage                             | (nur als Teil der Gesamtanlage) |         |       |
| Bild gesucht BW                         |                 | Kunoldstraße 66 Lage                             | (nur als Teil der Gesamtanlage) |         |       |
| Bild gesucht BW                         |                 | Kunoldstraße 68 Lage                             | (nur als Teil der Gesamtanlage) |         |       |
| Bild gesucht BW                         |                 | Kunoldstraße 70 Lage                             | (nur als Teil der Gesamtanlage) |         |       |
| Bild gesucht BW                         |                 | Kunoldstraße 72 Lage                             | (nur als Teil der Gesamtanlage) |         |       |
| Bild gesucht BW                         |                 | Kunoldstraße 74 Lage                             | |         |       |
| Bild gesucht BW                         |                 | Landgraf-Karl-Straße 2 Lage                      | (nur als Teil der Gesamtanlage) |         |       |
| Bild gesucht BW                         |                 | Landgraf-Karl-Straße 4 Lage                      | (nur als Teil der Gesamtanlage) |         |       |
| Bild gesucht BW                         |                 | Landgraf-Karl-Straße 5 Lage                      | (nur als Teil der Gesamtanlage) |         |       |
| Bild gesucht BW                         |                 | Landgraf-Karl-Straße 6 Lage                      | mit Einfriedung |         |       |
| Bild gesucht BW                         |                 | Landgraf-Karl-Straße 7 Lage                      | (nur als Teil der Gesamtanlage) |         |       |
| Bild gesucht BW                         |                 | Landgraf-Karl-Straße 8 Lage                      | |         |       |
| Bild gesucht BW                         |                 | Landgraf-Karl-Straße 9 Lage                      | (nur als Teil der Gesamtanlage) |         |       |
| Bild gesucht BW                         |                 | Landgraf-Karl-Straße 10 Lage                     | (nur als Teil der Gesamtanlage) |         |       |
| Bild gesucht BW                         |                 | Landgraf-Karl-Straße 11 Lage                     | (nur als Teil der Gesamtanlage) |         |       |
| Bild gesucht BW                         |                 | Landgraf-Karl-Straße 12 Lage                     | (nur als Teil der Gesamtanlage) |         |       |
| Direkt Bild zu diesem Denkmal hochladen |                 | Landgraf-Karl-Straße 13                          | (nur als Teil der Gesamtanlage) |         |       |
| Bild gesucht BW                         |                 | Landgraf-Karl-Straße 14 Lage                     | (nur als Teil der Gesamtanlage) |         |       |
| Bild gesucht BW                         |                 | Landgraf-Karl-Straße 15 Lage                     | (nur als Teil der Gesamtanlage) |         |       |
| Bild gesucht BW                         |                 | Landgraf-Karl-Straße 16 Lage                     | (nur als Teil der Gesamtanlage) |         |       |
| Bild gesucht BW                         |                 | Landgraf-Karl-Straße 17 Lage                     | (nur als Teil der Gesamtanlage) |         |       |
| Direkt Bild zu diesem Denkmal hochladen |                 | Landgraf-Karl-Straße 18                          | (nur als Teil der Gesamtanlage) |         |       |
| Bild gesucht BW                         |                 | Landgraf-Karl-Straße 19 Lage                     | (nur als Teil der Gesamtanlage) |         |       |
| Bild gesucht BW                         |                 | Landgraf-Karl-Straße 20 Lage                     | (nur als Teil der Gesamtanlage) |         |       |
| weitere Bilder                          | Villa Lederhose | Landgraf-Karl-Straße 21 Lage                     | stattliche 3-geschössige Villa mit Einfriedung auf der Ostseite der Landgraf-Karl-Straße nordöstlich vom Walter-Schücking-Platz; mit straßenseitig markanten Eckturm und jeweils einem Giebel im Norden und Westen |         |       |
|                                         |                 | Landgraf-Karl-Straße 22 Lage                     | |         |       |
| weitere Bilder                          |                 | Landgraf-Karl-Straße 23 Lage                     | zweistöckiges villenartiges Wohnhaus mit Ziegelfassade auf der Südseite der Landgraf-Karl-Straße, Ecke Kunoldstraße / Walter-Schücking-Platz; (nur als Teil der Gesamtanlage)                                      |         |       |
| weitere Bilder                          |                 | Landgraf-Karl-Straße 25 Lage                     | zweistöckige Wohnvilla mit Einfriedung und straßenseitigen Balkon auf der Südseite der Landgraf-Karl-Straße; mit Ornament verzierten Dachgiebel                                                                    |         |       |
|                                         |                 | Landgraf-Karl-Straße 26 Lage                     | (nur als Teil der Gesamtanlage) |         |       |
| weitere Bilder                          |                 | Landgraf-Karl-Straße 27 Lage                     | mehrstöckiges Wohnhaus mit Einfriedung und markanter Ziegelfassade auf der Südseite der Landgraf-Karl-Straße, Ecke Sachsenstraße; mit zwei Frontgiebeln und mehrstöckigen Erkern                                   |         |       |
| Bild gesucht BW                         |                 | Landgraf-Karl-Straße 31 Lage                     | (nur als Teil der Gesamtanlage) |         |       |
| Bild gesucht BW                         |                 | Landgraf-Karl-Straße 33 Lage                     | (nur als Teil der Gesamtanlage) |         |       |
| Bild gesucht BW                         |                 | Landgraf-Karl-Straße 35 Lage                     | |         |       |
| Bild gesucht BW                         |                 | Landgraf-Karl-Straße 37 Lage                     | (nur als Teil der Gesamtanlage) |         |       |
|                                         |                 | Landgraf-Karl-Straße 38 Lage                     | (nur als Teil der Gesamtanlage) |         |       |
|                                         |                 | Landgraf-Karl-Straße 38a Lage                    | (nur als Teil der Gesamtanlage) |         |       |
| Bild gesucht BW                         |                 | Landgraf-Karl-Straße 39 Lage                     | (nur als Teil der Gesamtanlage) |         |       |
|                                         |                 | Landgraf-Karl-Straße 40 Lage                     | |         |       |
|                                         |                 | Landgraf-Karl-Straße 40a Lage                    | (nur als Teil der Gesamtanlage) |         |       |
| Bild gesucht BW                         |                 | Landgraf-Karl-Straße 41 Lage                     | (nur als Teil der Gesamtanlage) |         |       |
|                                         |                 | Landgraf-Karl-Straße 42 Lage                     | (nur als Teil der Gesamtanlage) |         |       |
| Bild gesucht BW                         |                 | Landgraf-Karl-Straße 43 Lage                     | (nur als Teil der Gesamtanlage) |         |       |
|                                         |                 | Landgraf-Karl-Straße 44 Lage                     | (nur als Teil der Gesamtanlage) |         |       |
| Direkt Bild zu diesem Denkmal hochladen |                 | Landgraf-Karl-Straße 45                          | (nur als Teil der Gesamtanlage) |         |       |
| Bild gesucht BW                         |                 | Landgraf-Karl-Straße 47 Lage                     | (nur als Teil der Gesamtanlage) |         |       |
|                                         |                 | Landgraf-Karl-Straße 50/52 Lage                  | |         |       |
|                                         |                 | Landgraf-Karl-Straße 54 Lage                     | (nur als Teil der Gesamtanlage) |         |       |
|                                         |                 | Landgraf-Karl-Straße 58 Lage                     | (nur als Teil der Gesamtanlage) |         |       |
|                                         |                 | Landgraf-Karl-Straße 60 Lage                     | (nur als Teil der Gesamtanlage) |         |       |
|                                         |                 | Landgraf-Karl-Straße 62 Lage                     | (nur als Teil der Gesamtanlage) |         |       |
|                                         |                 | Landgraf-Karl-Straße 64 Lage                     | |         |       |
|                                         |                 | Landgraf-Karl-Straße 66 Lage                     | (nur als Teil der Gesamtanlage) |         |       |
|                                         |                 | Landgraf-Karl-Straße 68 Lage                     | (nur als Teil der Gesamtanlage) |         |       |
| Bild gesucht BW                         |                 | Mainweg 1 Lage                                   | (nur als Teil der Gesamtanlage) |         |       |
| Bild gesucht BW                         |                 | Mainweg 3 Lage                                   | (nur als Teil der Gesamtanlage) |         |       |
| Bild gesucht BW                         |                 | Rolandstraße 1 Lage                              | |         |       |
| Bild gesucht BW                         |                 | Rolandstraße 2 Lage                              | (nur als Teil der Gesamtanlage) |         |       |
| Bild gesucht BW                         |                 | Rolandstraße 3 Lage                              | (nur als Teil der Gesamtanlage) |         |       |
| Bild gesucht BW                         |                 | Rolandstraße 4 Lage                              | (nur als Teil der Gesamtanlage) |         |       |
| Bild gesucht BW                         |                 | Rolandstraße 5 Lage                              | (nur als Teil der Gesamtanlage) |         |       |
|                                         |                 | Rolandstraße 6 Lage                              | (nur als Teil der Gesamtanlage) |         |       |
| Bild gesucht BW                         |                 | Rolandstraße 7 Lage                              | (nur als Teil der Gesamtanlage) |         |       |
| Bild gesucht BW                         |                 | Rolandstraße 8 Lage                              | (nur als Teil der Gesamtanlage) |         |       |
|                                         |                 | Rolandstraße 9 Lage                              | (nur als Teil der Gesamtanlage) |         |       |
| Bild gesucht BW                         |                 | Rolandstraße 10 Lage                             | (nur als Teil der Gesamtanlage) |         |       |
|                                         |                 | Stephanstraße 1 Lage                             | |         |       |
|                                         |                 | Stephanstraße 2 Lage                             | mit Einfriedung |         |       |
|                                         |                 | Stephanstraße 3 Lage                             | mit Einfriedung |         |       |
|                                         |                 | Stephanstraße 4 Lage                             | mit Einfriedung |         |       |
|                                         |                 | Stephanstraße 5 Lage                             | (nur als Teil der Gesamtanlage) |         |       |
|                                         |                 | Stephanstraße 6 Lage                             | mit Einfriedung |         |       |
|                                         |                 | Stephanstraße 7 Lage                             | (nur als Teil der Gesamtanlage) |         |       |
|                                         |                 | Stephanstraße 8 Lage                             | (nur als Teil der Gesamtanlage) |         |       |
|                                         |                 | Stephanstraße 9 Lage                             | (nur als Teil der Gesamtanlage) |         |       |
|                                         |                 | Stephanstraße 10 Lage                            | (nur als Teil der Gesamtanlage) |         |       |
|                                         |                 | Stephanstraße 11 Lage                            | (nur als Teil der Gesamtanlage) |         |       |
|                                         |                 | Stephanstraße 12 Lage                            | (nur als Teil der Gesamtanlage) |         |       |
|                                         |                 | Walther-Schücking-Platz Lage                     | (nur als Teil der Gesamtanlage) |         |       |
|                                         |                 | Walther-Schücking-Platz o. Nr. Trafostation Lage | (nur als Teil der Gesamtanlage) |         |       |
| Bild gesucht BW                         |                 | Wilhelmshöher Allee 259 Lage                     | |         |       |
|                                         |                 | Wilhelmshöher Allee 271/Rolandstraße 1 Lage      | (nur als Teil der Gesamtanlage) |         |       |
|                                         |                 | Wilhelmshöher Allee 273 Lage                     | (nur als Teil der Gesamtanlage) |         |       |
|                                         |                 | Wilhelmshöher Allee 273a Lage                    | |         |       |
|                                         |                 | Wilhelmshöher Allee 275 Lage                     | (nur als Teil der Gesamtanlage) |         |       |
|                                         |                 | Wilhelmshöher Allee 276 Lage                     | (nur als Teil der Gesamtanlage) |         |       |
|                                         |                 | Wilhelmshöher Allee 277 Lage                     | (nur als Teil der Gesamtanlage) |         |       |
|                                         |                 | Wilhelmshöher Allee 278 Lage                     | (nur als Teil der Gesamtanlage) |         |       |
|                                         |                 | Wilhelmshöher Allee 279 Lage                     | (nur als Teil der Gesamtanlage) |         |       |
|                                         |                 | Wilhelmshöher Allee 280 Lage                     | (nur als Teil der Gesamtanlage) |         |       |
|                                         |                 | Wilhelmshöher Allee 281 Lage                     | (nur als Teil der Gesamtanlage) |         |       |
|                                         |                 | Wilhelmshöher Allee 282 Lage                     | (nur als Teil der Gesamtanlage) |         |       |
|                                         |                 | Wilhelmshöher Allee 283 Lage                     | |         |       |
|                                         |                 | Wilhelmshöher Allee 284 Lage                     | (nur als Teil der Gesamtanlage) |         |       |
|                                         |                 | Wilhelmshöher Allee 285 Lage                     | |         |       |
|                                         |                 | Wilhelmshöher Allee 286 Lage                     | (nur als Teil der Gesamtanlage) |         |       |
|                                         |                 | Wilhelmshöher Allee 287 Lage                     | |         |       |
| Bild gesucht BW                         |                 | Wilhelmshöher Allee 288 Lage                     | (nur als Teil der Gesamtanlage) |         |       |
|                                         |                 | Wilhelmshöher Allee 289 Lage                     | |         |       |
| Direkt Bild zu diesem Denkmal hochladen |                 | Wilhelmshöher Allee 290                          | (nur als Teil der Gesamtanlage) |         |       |
|                                         |                 | Wilhelmshöher Allee 291 Lage                     | (nur als Teil der Gesamtanlage) |         |       |
| Bild gesucht BW                         |                 | Wilhelmshöher Allee 292 Lage                     | (nur als Teil der Gesamtanlage) |         |       |
|                                         |                 | Wilhelmshöher Allee 294 Lage                     | (nur als Teil der Gesamtanlage) |         |       |
|                                         |                 | Wilhelmshöher Allee 295 Lage                     | (nur als Teil der Gesamtanlage) |         |       |
|                                         |                 | Wilhelmshöher Allee 296 Lage                     | |         |       |
| Direkt Bild zu diesem Denkmal hochladen |                 | Wilhelmshöher Allee 298                          | (nur als Teil der Gesamtanlage) |         |       |
|                                         |                 | Wilhelmshöher Allee 299 Lage                     | mit Einfriedung |         |       |
|                                         |                 | Wilhelmshöher Allee 300 Lage                     | |         |       |
|                                         |                 | Wilhelmshöher Allee 301 Lage                     | (nur als Teil der Gesamtanlage) |         |       |
|                                         |                 | Wilhelmshöher Allee 302 Lage                     | |         |       |
|                                         |                 | Wilhelmshöher Allee 303 Lage                     | mit Einfriedung |         |       |
|                                         |                 | Wilhelmshöher Allee 304 Lage                     | (nur als Teil der Gesamtanlage) |         |       |
|                                         |                 | Wilhelmshöher Allee 305 Lage                     | (nur als Teil der Gesamtanlage) |         |       |
|                                         |                 | Wilhelmshöher Allee 306 Lage                     | |         |       |
| Bild gesucht BW                         |                 | Wilhelmshöher Allee 306b Lage                    | |         |       |
| Bild gesucht BW                         |                 | Wilhelmshöher Allee 307 Lage                     | (nur als Teil der Gesamtanlage) |         |       |
|                                         |                 | Wilhelmshöher Allee 308 Lage                     | |         |       |
| Bild gesucht BW                         |                 | Wilhelmshöher Allee 308a Lage                    | |         |       |
| Bild gesucht BW                         |                 | Wilhelmshöher Allee 309 Lage                     | (nur als Teil der Gesamtanlage) |         |       |
|                                         |                 | Wilhelmshöher Allee 310 Lage                     | |         |       |
| Bild gesucht BW                         |                 | Wilhelmshöher Allee 312/314 Vorgärten Lage       | (nur als Teil der Gesamtanlage) |         |       |
|                                         |                 | Wilhelmshöher Allee 318 Lage                     | |         |       |
|                                         |                 | Wilhelmshöher Allee 320 Lage                     | mit Einfriedung |         |       |
|                                         |                 | Wilhelmshöher Allee 322 Lage                     | |         |       |
|                                         |                 | Wilhelmshöher Allee 324 Lage                     | |         |       |